# Districte de Shimotsuga
El districte de Shimotsuga (下都賀郡, Shimotsuga-gun) és un districte de la prefectura de Tochigi, a la regió de Kanto, Japó. Actualment, a data de 2020, el districte de Shimotsuga està integrat per les viles de Mibu i Nogi.

## Geografia
El districte de Shimotsuga es troba localitzat a la meitat sud de la prefectura de Tochigi, no estant connecatat físicament els municipis que el componen. Mentres que la vila de Mibu està un poc més al centre de la prefectura, limitant al nord amb Utsunomiya i Kanuma, Nogi es troba completament al sud de la geografia prefectural, limitant al sud amb la ciutat de Koga, a la prefectura d'Ibaraki i molt a prop també de la cruïlla amb les prefectures de Gunma i Saitama.

### Municipis
| |          |          |          |
| \| Municipi \| Població \| Extensió \| Densitat \| \| -------- \| -------- \| -------- \| -------- \| \| Mibu \| 39.296 \| 61,06 \| 644 \| \| Nogi \| 24.976 \| 30,26 \| 825 \| \| Total \| 64.272 \| 91,32 \| 704 \| |          |          |          |
| Municipi | Població | Extensió | Densitat |
| Mibu | 39.296   | 61,06    | 644      |
| Nogi | 24.976   | 30,26    | 825      |
| Total | 64.272   | 91,32    | 704      |

## Història
- 1878: Es funda el districte com una part del sud de l'antic districte de Tsuga de l'antiga província de Shimotsuke. La part nord restà com el districte de Kamitsuga, actualment dissolt des del 2011.
- 1 d'abril de 1889: El districte de Samukawa s'integra al districte de Shimotsuga.
- 10 de gener de 2006: Les viles de Kokubunji i Ishibashi es fusionen amb la vila de Minamikawachi, pertanyent al districte de Kawachi, amb la qual formen la ciutat de Shimotsuke, eixin així del districte.
- 29 de març de 2010: Les viles de Fujioka, Ōhira i Tsuga són absorbides per la ciutat de Tochigi.
- 5 d'abril de 2014: La vila d'Iwafune passa a formar part de la ciutat de Tochigi.